# CURURU
CURURU （クルル） とは、NHN Japan（現 LINE）が運営していたブログとソーシャル・ネットワーキング・サービスを組み合わせたサービスである。NAVERブログの後継サービス。2005年6月2日サービス開始、2010年3月31日サービス終了。

## 沿革

### 2004年
- 2004年6月28日 - NAVERブログのベータ版が開始される[1][2]。
- 2004年6月29日 - NAVERブログのログイン認証の問題が修正される[3]。
- 2004年7月26日 - NAVERブログの正式サービスが開始される[1]。
- 2004年9月10日 - NAVERブログにメールからの投稿（モブログ）機能が追加される[4]。
- 2004年10月20日 - NAVERブログにフォトアルバム機能とレイアウト変更機能が追加される[5]。同月26日〜11月9日には追加記念イベントとして懸賞キャンペーンが行われた[6]。

### 2005年
- 2005年1月31日、NAVER検索が終了するもNAVERブログは継続される[7]。
- 2005年4月 - NAVERブログからCURURUへのリニューアルが発表される[8][9][10]。
- 2005年5月 - NAVERブログの利用者のデータを移す
- 2005年6月1日 - CURURUのサービス提供が開始予定だったが、準備が未完了で、2日に延期
- 2005年6月2日 - CURURUのサービス提供開始[11]。この移行は収益性の改善のためとされる[12]。
- 2005年6月 - 第1回クルコンを開催
- 2005年7月 - ブログの記事投稿が携帯電話でも可能に
- 2005年7月 - ブログの記事のRSS配信がスタート
- 2005年8月 - イベント「夏を遊びまわろう！」
- 2005年8月31日、NAVER閉鎖[13][14]
- 2005年9月 - イベント「みんなでTシャツ作ろうぜ！」
- 2005年11月 - クルホームTOP大幅改善
- 2005年12月 - 著作権や肖像権の保護の啓発を目的とした「投稿ガイド」を設置
- 2005年12月 - 「クリスマス招待キャンペーン」

### 2006年
- 2006年1月 - イベント「フォトイラスト祭り」
- 2006年3月 - 仲間探しの機能改善
- 2006年3月 - ブラックリスト機能改善
- 2006年3月 - イベント「春のイベント　桜祭り」
- 2006年3月 - お気に入り機能の追加
- 2006年4月 - 投稿フォーム改善
- 2006年4月 - 絵文字機能の追加
- 2006年6月2日 - 全面リニューアルオープンし、「キーワード自動抽出機能」が追加される[15][16]。
- 2006年6月 - あいさつ掲示板でフォト・イラスト投稿が可能に
- 2006年8月 - 検索機能とブログ投稿完了画面が追加
- 2006年9月 - あいさつ掲示板の書き込み・コメントの設定の機能改善
- 2006年9月 - ブログ投稿に便利な「下書き保存」機能追加
- 2006年10月 - 画像アップロード機能の仕様変更
- 2006年10月 - 自動ログイン機能追加
- 2006年11月 - スクラップ機能に関する仕様変更
- 2006年11月 - 添付ファイル管理画面の改善
- 2006年11月 - デザインリニューアル。
- 2006年11月 - 「ご意見投票箱」設置
- 2006年12月 - 添付ファイルの拡張子制限の実施
- 2006年12月 - イベント「お試し版 キャラクタールームチャット」
- 2006年12月 - 携帯電話で利用できる「モバイルCURURUβ版」が「au」限定でリリース

### 2007年
- 2007年3月 - 「コメント」と「トラックバック」の掲載数に上限追加
- 2007年4月 - モバイルCURURU(β版)が、「DoCoMo」「SoftBank」にも対応
- 2007年6月 - 「スクラップ機能」の廃止
- 2007年12月 - イベント「50人にコメントをしてスキンを貰おう･CURURUコメントパーティ」

### 2009年
- 2009年5月11日 -　サービスを2009年11月30日に終了すると発表[17][18]、新規会員登録の受付終了
- 2009年6月18日 -　データバックアップツールの提供開始。
- 2009年11月2日 - データバックアップ期間の延長のためとしてサービス終了を2010年3月31日へと延期[19]。

### 2010年
- 2010年3月31日 - サービス終了[19]

## 機能
ブログ
ブログを中心として利用するページで、会員だけでなく外部に対して記事を公開することができる。
プロフィール
SNS的要素を強めたページで、会員以外は見ることができない。プロフィールに登録してある住所・性別や興味による会員検索ができる。また、ブログを投稿する事によって、抽出されたキーワードが自動タギングに変換される。
サークル
ユーザー同士でサークルを開き、コミュニケーションが可能。サークルではチャットや掲示板機能を提供。
スキン
自分のクルホームのデザインを簡単に変更可能。またスキンを使わず自作タイトル画像、色指定と背景画像選択によるデザインも可能。
お絵かき機能
マウスを使って絵を書くことができ、ブログの記事として投稿できる。
ルーム投稿機能
あらかじめ用意されているアイテムを選んで、自由にイメージを作り「ブログ投稿」として投稿できる。

## 特徴
- ブログなどのデータの保存は無制限。ただし一日の上限はある（5MB）。
- 本名を登録することにより、仲間が探しやすくなっている。（ただし、この機能はプライバシー保護の観点から2006年12月に終了した。）
- ブログの記事などの公開レベルを細かく設定できる。
- アクセス制限などの機能が備わっており、悪質なユーザーのアクセスなどを防ぐことができる。
- HTMLタグの使用は不許可。
- NAVERブログで著作権侵害の原因とされてきたメディアリンク機能の廃止。

## 問題点
以前より発生していた「ブログ作成者の著作権侵害」に対して、監視パトロールで著作権侵害に対応しはじめている。
著作権を守ろうとするサークルがユーザーによって立ち上げられ、またNHN社員による公式サークル助け合い隊でもよく話題として取り上げられている。ただ、それに対してCURURU運営者からの公式見解は、今のところ出ていない。
また、CURURUの対応は違反記事に対し、権利者からの通報があった場合のみ記事の削除に応じるとなっているので、CURURUの著作権・肖像権などの保護については、現実的には機能していない。また関連する一次著作者がCURURU内の人物であることが明らかであっても、きちんとした対応をとっていない。
サークルに入会しないと閲覧不能であったり、検索をしてもヒットしないような形式のサークルが作れてしまうため（完全紹介制）、それらは運営者側の管理下に在るべきだが、公開型のサークルで、著作権・肖像権などの侵害が明らかである場合であっても取締りが全くなされていない。非公開型のサークルに対しては、一切の取締りを行っていないことが推測される。
また、記事の検索機能などはよく不具合などで停止して利用できないことが多い。
お絵かきツールなどは不具合により使用できないユーザーも多く居るがアップデートも無く、そのままである。
また、ISDNなどの低速回線やそれ以下の速度ではブログやプロフィールの画像(CURURUのロゴなどテンプレートに使われている画像などは除く)、サークルページなどの表示が非常に困難である(画像はブロックノイズがひどい場合が多く、サークルは表示すらできない状態になる場合が有る。プロフィールページは?マークになる場合が多い)。この問題は回線速度によるものと思われ、同じパソコンでもADSLなどではなんの問題も無く表示できる(ただしADSLでも立地などにより遅い場合は表示できない)。メールサポートなどではキャッシュを消去後、再表示するなどの対応を取っているが改善はされない。